# Norman Holter
Norman Holter (anglès: Norman Jefferis Holter)  (Helena, 1 de febrer de 1914 - Helena, 21 de juliol de 1983) va ser un biofísic americà, fill de Norman Bernard Holter i Florence Jefferies. Germà de Aubery L. i Edwin O. Va inventar el monitor Holter, un dispositiu portàtil per controlar contínuament l'activitat del cor durant 24 hores o més. Va inventar el monitor a finals dels anys 40 i es va popularitzar a partir dels anys 60 quan es va aplicar a la medicina (cardiologia). Holter es va graduar al Caroll College i després va continuar els seus estudis a Los Angeles, a la Universitat de Califòrnia, on es va treure el títol de químic, el 1937. Abans de la Segona Guerra Mundial va fer un viatge a Alemanya que el va marcar molt. Tot i l'ascens del nazisme es va trobar a gust en aquella cultura i invertia el seu temps lliure a l'òpera, l'art visual i la literatura. Allà a aprendre l'idioma, per això alguna de les seves obres és escrita en alemany. Durant la segona guerra mundial va servir a la Marina dels Estats Units com a físic, estudiant les onades. Un any després que s'acabés la guerra, va dirigir un equip d'investigació del Govern per participar en la prova de la bomba atòmica d'atol de Bikini. Posteriorment va seguir treballant a la Comissió de l'Energia Atòmica dels Estats Units i va exercir com a president de la societat de Medicina Nuclear durant un any. L'any 1964 va entrar a la Universitat de Califòrnia San Diego com a professor, coordinant les activitats de l'Institut de Geofísica i Física Planetària. El 1979, l'Associació per a l'Avanç de la Instrumentació Mèdica (AAMI) va atorgar Holter el Premi de la Fundació AAMI Laufman - Greatbatch per les seves contribucions a la tecnologia mèdica.

## Estudis
Després de graduar-se al Carroll College (Helena, Montana) va traslladar-se a Los Angeles, a la Universitat de California (llicenciat en química). Un any després es va graduar a la University of Southern California (master en física). L'estiu de 1973 es va traslladar a Heidelberg (Alemanya), on va obtenir un postgrau a la Universitat de Heidelberg. També va fer postgraus a la Universitat de Chicago, al Oak Ridge Institute of Nuclear Studies, i a University of Oregon Medical School.

## Obres
- Eberhard J. Wormer, Syndrome der Kardiologie und ihre Schöpfer, Münich, 1989, p. 125-133 (alemany)
- W. C. Roberts et M. A. Silver, « Norman Jefferis Holter and Ambulatory ECG Monitoring », American Journal of Cardiology, no 52, 1983 (anglès)
- A. Cuppett, « Norman J. Holter, DSc, the Father of the Holter Electrocardiograph », CVP, nº8, 1980 (anglès)

Holter va ser autor de diverses obres com Goethe's 1790 study of plant metamorphosis, Versuch die Metamorphose der Pflanzen zu erklaren o And Albrecht Durer's stunning work on the proportions of the human body, Hierin sind begriffen vier Bucher von menschlicher Proportion of 1528, tots ells escrits en alemany.